# 自燃

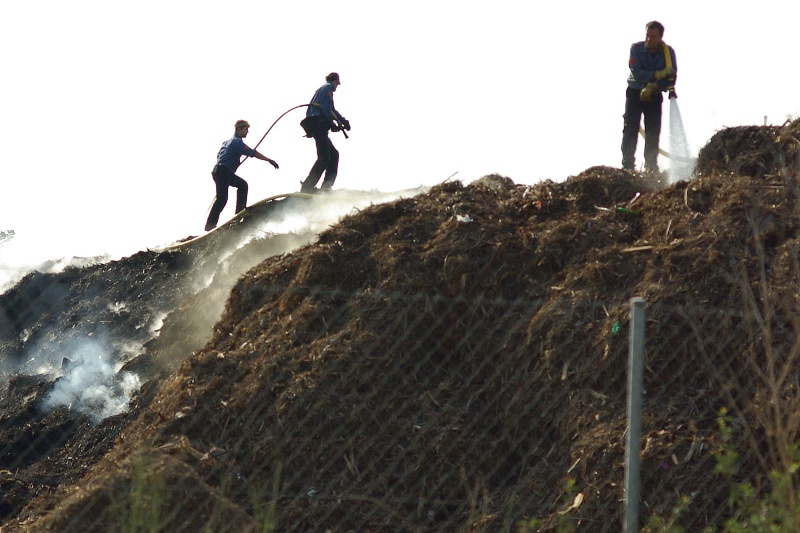
大量堆积的堆肥，如果管理不善，有可能发生自燃

自燃（英語：Spontaneous combustion 或 pyrophoric）是指可燃物质在没有外部火花、火焰等火源的作用下，因受热或自身发热并蓄热所产生的自行燃烧。蓄积的热量达到某个温度时，干草、堆肥、煤、亚麻籽油和某些化学物质都有可能发生自燃，这一温度就称作自燃温度。还有一些未经证实的报道称，有人体自燃现象。原因可能是因為衣物等被引燃后波及人体脂肪所导致的燃烧现象，被称为灯芯效应，而不属于严格意义上的自燃。

## 自燃的原因和过程
1. 由于水分、氧气和细菌的作用，某些引燃温度较低的物质（比如稻草等）发生氧化反应而放热。
2. 由于稻草是热的不良导体，放出的热量无法散去，导致该物质的温度上升。
3. 该物质的温度超过引燃温度
4. 外界有足够的氧化剂（氧气等），燃烧得以发生

## 容易自燃的物质及机理

### 干草
干草是可以发生自燃的物质中研究最充分的一种。 
由于有多种草可以用来制造干草，所以要建立一个统一的干草自燃理论是很难的。推测认为湿度大于25%的干草会发生自燃。自燃一般发生在干草被储存二到六周的时候，特别是四到五周时最为多见。这一过程多为微生物作用和化学作用的综合，但两者都需要湿度的参与。在100度时，湿干草比干燥的干草吸附的氧气要多一倍，一个推测是在湿度的作用下，干草中含有的多糖会水解为较简单的糖，后者更容易被氧化。

### 煤和焦炭
煤的自我升温现象也被广泛研究，煤能够与氧气发生反应而放热，当通风不足时，煤的温度无法下降而最终自燃。煤的品级越高，其自升温的趋势就越小。褐煤远比烟煤容易自升温，而烟煤比无烟煤容易自升温。新开采的煤比陈化的煤消耗氧气更多，水蒸气的存在也很重要，因为在饱和水蒸气中吸附了水的煤的生热速率比干燥空气中煤高一个数量级
刚制备的焦炭会发生自我升温而自燃，所以在这一阶段的焦炭必须严格远离火源。在空气中放置八天以上的焦炭就已不被视为危险了。影响焦炭自燃的因素颇多，其中两点是制备焦炭所用木材的种类和制备温度。黄铁矿的氧化通常是放置较旧的矿渣发生自燃的原因。

### 亚麻籽油等有机物
狭小空间中的亚麻籽油会因为氧化而累积热量，最终自燃。当棉花和油毡接触到诸如亚麻籽油和按摩油之类的菜籽油，细菌会缓慢地分解这些材料，产生热量。产生的热量会加速分解的速率，进而增加了生热速率，一旦达到了引燃温度，就会发生自燃了。大量储存的开心果也有发生自燃的可能性。
大量堆积的有机肥和堆肥可以发生自燃。主要原因也多是细菌的发酵作用。此外，堆木场、和草坪在干燥而炎热的天气下，会发生自燃，虽然具体的引燃机理目前还不清楚 。

## 常見物質的自燃點
- 矽烷: <21 °C
- 白磷: 34 °C
- 二硫化碳: 100 °C
- 紙: 233 °C
- 汽油: 257 °C
- 鎂: 473 °C
- 丁烷: 500 °C
- 氫: 571 °C

## 另見
- 閃點